# Tordylium concinnum
Tordylium concinnum är en flockblommig växtart som beskrevs av Michele Tenore. Tordylium concinnum ingår i släktet Tordylium och familjen flockblommiga växter. Inga underarter finns listade i Catalogue of Life.